# Valéria Gyenge

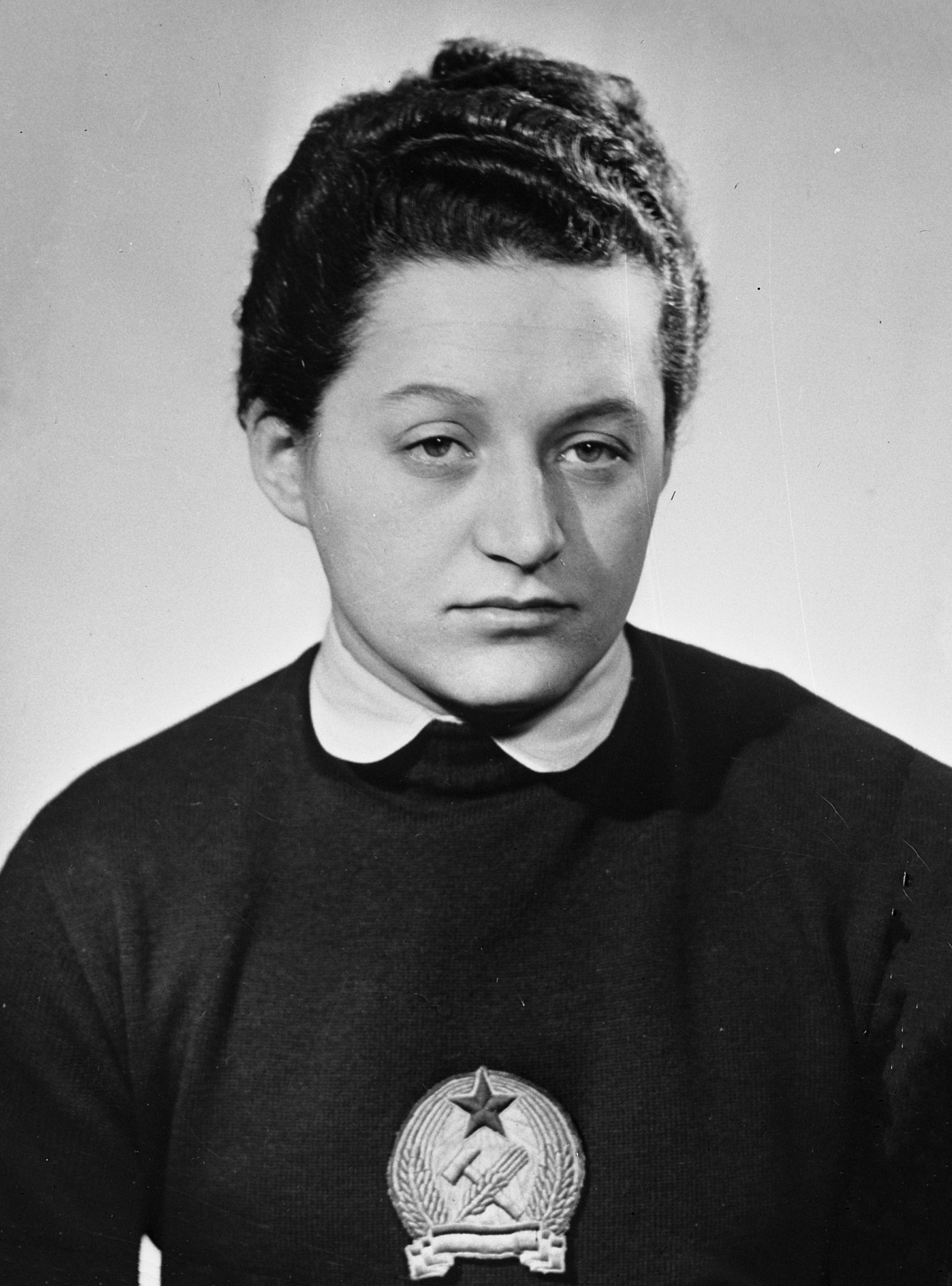
Valéria Gyenge, 1956

Valéria Gyenge [ˈvɒleːriɒ ˈɟɛŋɡɛ] (* 3. April 1933 in Budapest) ist eine ehemalige ungarische Schwimmerin. Sie gewann bei Olympischen Spielen eine Goldmedaille und bei Europameisterschaften eine Gold- und eine Silbermedaille.

## Karriere
Gyenge startete für den Budapesti Vasutas Sport Club und trainierte bei Imre Sárosi. Sie stellte im Lauf ihrer Karriere 23 ungarische Rekorde auf und gewann 15 ungarische Meistertitel.
Bei den Olympischen Spielen 1952 in Helsinki wurde sie über 400 Meter Freistil Olympiasiegerin. Im Ziel hatte sie 1,6 Sekunden Vorsprung auf ihre Mannschaftskollegin Éva Novák. Die Vorlaufschnellste Evelyn Kawamoto aus den Vereinigten Staaten erhielt die Bronzemedaille. 1953 stellte Gyenge drei Weltrekorde auf. Einen über 800 Meter Freistil und zwei mit der 4-mal-100-Meter-Lagenstaffel.
1954 bei den Europameisterschaften in Turin erschwammen über 400 Meter Freistil die Ungarinnen Ágota Sebő und Valéria Gyenge Gold und Silber, 2,4 Sekunden hinter Gyenge schlug die Jugoslawin Eša Ligorio als Dritte an. In der 4-mal-100-Meter-Freistilstaffel siegten Valéria Gyenge, Ágota Sebő, Judit Temes und Katalin Szőke mit zweieinhalb Sekunden Vorsprung auf die Niederländerinnen.
Zwei Jahre später trat Gyenge bei den Olympischen Spielen in Melbourne in drei Disziplinen an.
Über 100 Meter Freistil erreichte sie das Halbfinale und schied dann als Elfte aus. Damit war sie hinter der Schwedin Kate Jobson zweitbeste Europäerin. Im Finale der 4-mal-100-Meter-Freistilstaffeln standen vier europäische Staffeln am Start. Mária Littomeritzky, Katalin Szőke, Judit Temes und Valéria Gyenge belegten den siebten Rang und waren das drittschnellste Quartett aus Europa. Einen Tag nach dem Staffelfinale wurde Gyenge als drittbeste Europäerin Achte im Endlauf über 400 Meter Freistil.
Im Jahr 1978 wurde Valéria Gyenge in die International Swimming Hall of Fame aufgenommen.

## Leben
Unmittelbar vor den Olympischen Spielen in Melbourne war der Ungarische Volksaufstand niedergeschlagen worden. Valéria Gyenge kehrte nach den Olympischen Spielen 1956 nicht nach Ungarn zurück, sondern zog nach Kanada. Gyenge war in Kanada zunächst Schwimmtrainerin und wurde dann Fotografin. Später kehrte sie mehrfach nach Ungarn zurück und zeigte ihre Bilder in Ausstellungen.
In Kanada heiratete sie ihren Verlobten, den Wasserballspieler Janos Garay. Gyenges Schwiegervater, der Fechtolympiasieger János Garay Sr. war 1945 im KZ Mauthausen gestorben. Die beiden Töchter von Valéria und Janos Garay waren zunächst als Brustschwimmerinnen aktiv. Eine der beiden Töchter wurde als Soo Garay später Schauspielerin und wirkte in der Fernsehserie PSI Factor – Es geschieht jeden Tag mit.